# Presidentvalet i Frankrike 2007

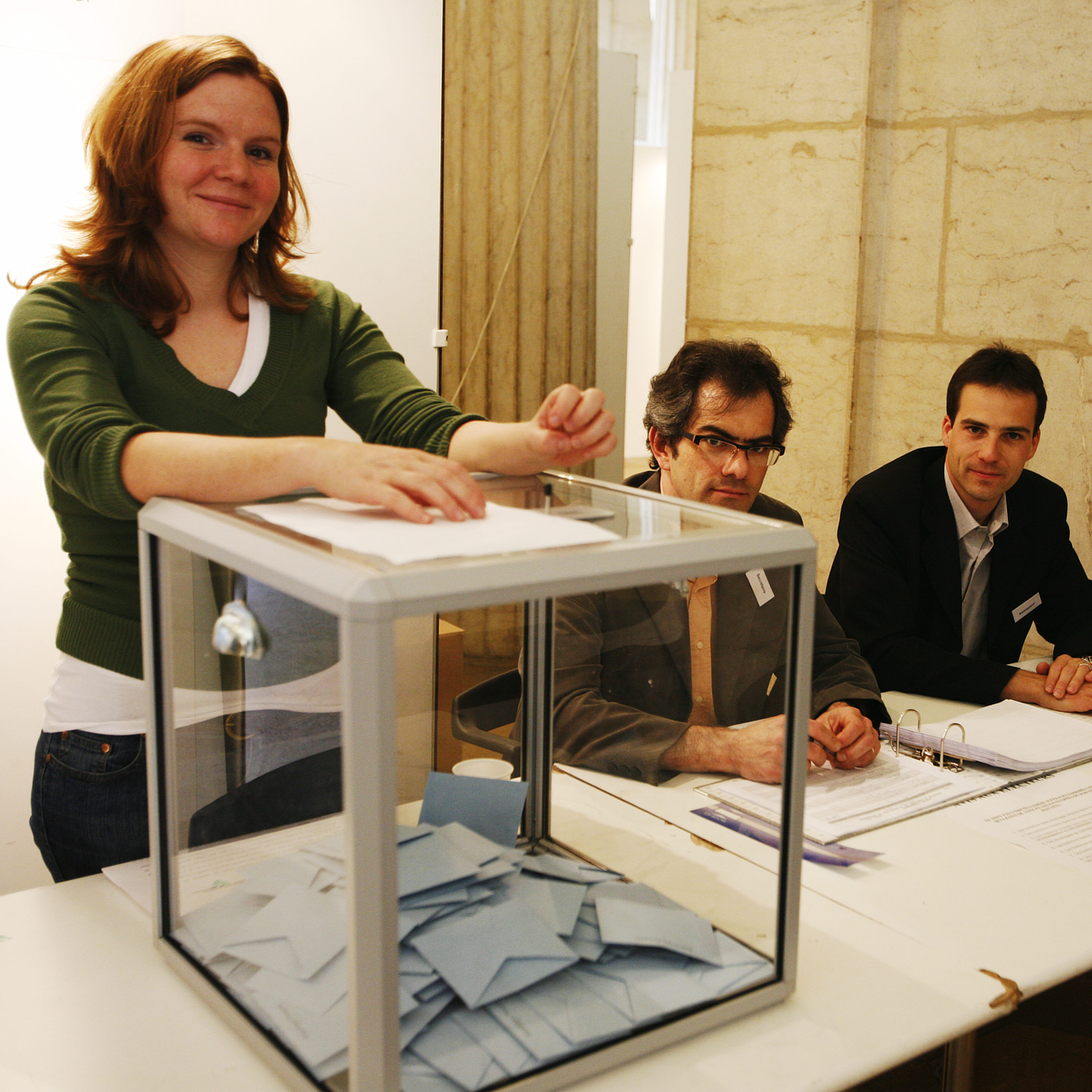
En vallokal under presidentvalets andra omgång.

Franska presidentvalet 2007 hölls under senvåren för att välja efterträdare till president Jacques Chirac, vars mandat löpte ut när den 16 maj 2007 övergick till den 17 maj. Den 6 maj valdes den konservative kandidaten Nicolas Sarkozy till Frankrikes president, med 53 procent av rösterna mot vänsterkandidaten Ségolène Royals 47 procent. Valdeltagandet i andra omgången var runt 85 procent.

## Valkalender
- 22 februari: Första dag att lämna in de underskrifter av folkvalda till grund för en kandidatur
- 16 mars: Sista dag att lämna in 500 underskrifter av folkvalda som grunden för en kandidatur
- 19 mars: Kungörande av vilka kandidaturer som är fullständiga och godkända
- 9 april: Början av den officiella valkampanjen
- 20 april: Slut på den officiella valkampanjen
- 22 april: Första valomgången

Om ingen av kandidaterna når egen majoritet i den första valomgången, går de två kandidater som fått flest röster vidare till en andra valomgång, med följande kalender:
- 27 april: Början av den officiella valkampanjen
- 4 maj: Slut på den officiella valkampanjen
- 6 maj: Andra valomgången

## Förhandsdiskussioner och opinionsmätningar
De mest omtalade potentiella kandidaterna var Ségolène Royal på den socialistiska sidan och Nicolas Sarkozy på den borgerliga. Jean-Marie Le Pen, partiledare för Front National, placerade sig under en längre tid på tredje plats i opinionsmätningarna. Till den 16 mars var det dock oklart om partiet skulle lyckas samla de 500 underskrifterna från franska folkvalda, nödvändiga för att registrera en presidentkandidatur.
Från början av 2007 fick tättrojkan sällskap av den tidigare utbildningsministern François Bayrou, som gått förbi Le Pen i opinionsmätningarna. I februari talades det allmänt om att Bayrou som le troisième homme, den tredje mannen, skulle kunna göra om Le Pens bravad från 2002 och därmed återigen slå ut socialistpartiet från den andra valomgången. Den 11 mars rapporterade le Journal de Dimanche att Bayrou placerade sig tvåa efter Sarkozy men före Royal och Le Pen.

## Godkända kandidater i första valomgången
Den 19 mars kungjorde Konstitutionsrådet att följande tolv kandidater lämnat in de erforderliga 500 underskrifterna från franska folkvalda, och att de därmed tas upp på valsedlarna i den första valomgången.
1. François Bayrou, Union pour la Démocratie Française (UDF)
2. Olivier Besancenot, Ligue communiste révolutionnaire (LCR)
3. José Bové, oberoende
4. Marie-George Buffet, Parti communiste française (PCF)
5. Arlette Laguiller, Lutte ouvrière (LO)
6. Jean-Marie Le Pen, Front National (FN)
7. Frédéric Nihous, Chasse, Pêche, Nature et Traditions (CPNT)
8. Ségolène Royal, Parti socialiste (PS)
9. Nicolas Sarkozy, Union pour un Mouvement Populaire (UMP)
10. Gérard Schivardi, Parti des travailleurs (PT)
11. Philippe de Villiers, Mouvement pour la France (MPF)
12. Dominique Voynet, Les Verts

## Resultat
| Kandidat              | Parti                                                             | Röster 1:a valomgång | %      | Röster 2:a valomgång | %      |
| --------------------- | ----------------------------------------------------------------- | -------------------- | ------ | -------------------- | ------ |
| Nicolas Sarkozy       | Union pour un mouvement populaire                                 | 11 448 663           | 31,18% | 18 983 138           | 53,06% |
| Ségolène Royal        | Socialistiska partiet (Parti socialiste)                          | 9 500 112            | 25,87% | 16 790 440           | 46,94% |
| François Bayrou       | Union pour la démocratie française                                | 6 820 119            | 18,57% |                      |        |
| Jean-Marie Le Pen     | Nationella fronten (Front national)                               | 3 834 530            | 10,44% |                      |        |
| Olivier Besancenot    | Ligue communiste révolutionnaire                                  | 1 498 581            | 4,08%  |                      |        |
| Philippe de Villiers  | Mouvement pour la France                                          | 818 407              | 2,23%  |                      |        |
| Marie-George Buffet   | Parti communiste français                                         | 707 268              | 1,93%  |                      |        |
| Dominique Voynet      | Les Verts                                                         | 576 666              | 1,57%  |                      |        |
| Arlette Laguiller     | Lutte ouvrière                                                    | 487 857              | 1,33%  |                      |        |
| José Bové             | Alterglobaliseringsaktivist                                       | 483 008              | 1,32%  |                      |        |
| Frédéric Nihous       | Chasse, pêche, nature, traditions (Jakt, fiske, natur, tradition) | 420 645              | 1,15%  |                      |        |
| Gérard Schivardi      | Parti des travailleurs                                            | 123 540              | 0,34%  |                      |        |
|                       |                                                                   |                      |        |                      |        |
| Valdeltagande 84,60 % |                                                                   | 36 719 396           | 100%   | 35 773 578           | 100%   |